# 国务院金属和非金属矿山整顿工作部际联席会议
国务院金属和非金属矿山整顿工作部际联席会议是中华人民共和国国务院的议事协调机构。

## 历史
2013年1月30日《国务院关于同意建立金属非金属矿山整顿工作部际联席会议制度的批复》(国函〔2013〕19号)批复同意建立由安全监管总局牵头的金属非金属矿山整顿工作部际联席会议制度。在国务院领导下，研究、指导金属非金属矿山整顿关闭工作，协调有关重大事项，提出政策建议；制定工作计划和阶段性任务，并对实施情况进行督促检查；组织开展联合执法活动；研究金属非金属矿山安全生产标本兼治的措施，推动解决有关问题。联席会议办公室设在安全监管总局。 　　　　　　　　　　　　　　　　　　　　　　　　　　　  　 

## 成员单位
- 召集人：王德学　　安全监管总局副局长
- 成员：
  - 刘铁男　　发展改革委副主任
  - 苏波　　工业和信息化部副部长
  - 黄明　　公安部副部长
  - 刘红薇　　财政部部长助理
  - 汪民　　国土资源部副部长
  - 张力军　　环境保护部副部长
  - 刘玉亭　　工商总局副局长
  - 史玉波　　电监会副主席